# دانیل زاکاپا
دانیل زاکاپا (به انگلیسی: Daniel Zacapa) (زاده ۱۹ ژوئیهٔ ۱۹۵۱) بازیگر آمریکایی است.
از فیلم‌های معروف او می‌توان به بازی در طلوع خورشید تکیلا، متفاوت مثل من اشاره کرد.